# Dave Rudden
Dave Rudden (właściwie David Joseph Rudden, ur. 13 lutego 1988) – irlandzki pisarz, autor powieści i opowiadań fantasy dla młodzieży, a także książek science fiction poświęconych postaci Doktora Who. Mieszka w Dublinie.

## Życiorys

### Pochodzenie i wykształcenie
Syn Aidana i Marie Ruddenów. Pochodzi z Bawnboy w hrabstwie Cavan w prowincji Ulster, gdzie uczęszczał do  St Mogue’s College. Jako dziecko był nękany, co doprowadziło do samookaleczenia się. Uzyskał stopień Bachelor of Arts w St Patrick’s College w Drumcondra w Dublinie, a następnie ukończył University College Dublin, specjalizując się w creative writing i uzyskując tytuł zawodowy Master of Arts (2013).

### Początki kariery literackiej
Początkowo pracował jako nauczyciel i aktor, występował jako gawędziarz w czasie różnego rodzaju okolicznościowych imprez literackich w Dublinie, publikował opowiadania i poezje. W 2011 za krótką formę Senescence zdobył główną nagrodę w konkursie na opowiadanie zorganizowanym przez Fantasy Book Review. W 2013 jedno z jego opowiadań nominowano do Bath Short Story Prize, a w 2014 opowiadanie Crossing uzyskało nominację do Hennessy New Writing Prize.

### TrylogiaRycerze pożyczonego mroku
W 2014 podpisał lukratywny kontrakt wydawniczy na cykl powieści fantasy dla młodzieży. W 2016 zadebiutował jako powieściopisarz książką Rycerze pożyczonego mroku, która zdobyła w Irlandii nagrodę książki roku 2016 dla dzieci starszych w wieku 8–12 lat (Irish Book Awards, 2016 Children’s Book of the Year, Senior), a także The Great Reads Award 2016 w kategorii najczęściej czytany tytuł („Most Read” title).
W 2017 Rycerze pożyczonego mroku zostali wybrani jako lektura dla dzieci w ramach kampanii promowania czytelnictwa pod patronatem UNESCO w Dublinie (2017 Citywide Reading Campaign for Children. Dublin UNESCO. City of Literature). Kampania trwała od stycznia do marca 2017, w jej trakcie Dave Rudden odwiedził wszystkie biblioteki w Dublinie i przemawiał do ok. 20 000 dzieci. W latach 2021–2023 Rycerze pożyczonego mroku znajdowali się na liście państwowej irlandzkiej National Council for Curriculum and Assessment jako lektura szkolna do wyboru, jedna z dwudziestu jeden powieści do wykorzystania w trakcie zajęć z języka angielskiego w szkołach ponadpodstawowych w pierwszym roku nauki (Junior Cycle English Indicative First Year Text List).
Książka została przetłumaczona na język polski i wydana w 2017 nakładem Wydawnictwa Jaguar. W 2018 to samo wydawnictwo opublikowało w Polsce jej kontynuację Wieczny dwór. Trylogia Rycerze pożyczonego mroku ukazała się w całości w przekładzie na język niemiecki, tomy pierwszy i drugi w tłumaczeniu na język francuski, język rosyjski oraz język szwedzki, a tom pierwszy w przekładzie na język czeski. Prawa do ekranizacji zakupił autor filmu Zombieland, reżyser Ruben Fleischer.

### Książki o Doktorze Who i działalność edukacyjna
Od 2018 Dave Rudden publikuje książki science fiction poświęcone postaci Doktora Who, powstające we współpracy z BBC. W latach 2018–2019 był pisarzem rezydentem w Marino Institute of Education w Dublinie. W 2022, pełniąc funkcję Creative Fellow University College Dublin, uzyskał stanowisko pisarza rezydenta Dublin City University (Writer-in-Residence 2022). Oprócz pracy literackiej prowadzi warsztaty z zakresu creative writing, a ponadto mentoring pisarski w ramach irlandzkiego National Mentoring Programme for Literature kierowanego przez Irish Writers Centre. Pełni funkcję jednego z ambasadorów kampanii „Irlandia Czyta” (Ireland Reads), współpracuje m.in. z wydawnictwem Penguin Books.

## Publikacje
Trylogia Rycerze pożyczonego mroku
- Rycerze pożyczonego mroku (Knights of the Borrowed Dark, 2016, ISBN 978-0-553-52297-6; w Polsce 2017, przeł. Dominika Repeczko, ISBN 978-83-7686-617-8)
- Wieczny dwór (The Forever Court, 2017, ISBN 978-0-553-52301-0; w Polsce 2018, przeł. Dominika Repeczko, ISBN 978-83-7686-646-8)
- The Endless King (2018, ISBN 978-0-553-52305-8)

Książki o Doktorze Who
- Doctor Who: Twelve Angels Weeping (2018, ISBN 978-1-4059-3827-3)
- The Wintertime Paradox: Festive Stories from the World of Doctor Who (2020, ISBN 978-1-4059-5015-2)
- Doctor Who. Wannabes: A 1990s Story (2023, ISBN 978-1-4059-5702-1)

Cykl Tales of Darkisle
- Conn of the Dead (2025, ISBN 978-1-8045-8208-4)

Opowiadania
- Time Signature, opublikowane w Minus 9 Anthology (wiosna 2010)
- Senescence, zwycięzca Fantasy Book Review Short Story Competition 2011
- Pandora, opublikowane w „The Quotable”, Issue 4 (wiosna 2011)
- Bleached, opublikowane w New Planet Cabaret Anthology (listopad 2013), sfilmowane jako teledysk do piosenki Séance Of Light autorstwa grupy Jape
- Lesson Learned, opublikowane w antologii Shoes, Ducks and Maids of the Sea (kwiecień 2014)
- Threadbare, opublikowane w czasopiśmie „Castaway” (wrzesień 2014)
- Hollow, opublikowane w czasopiśmie „Poddle” (listopad 2014)
- Crossing, opublikowane w „New Irish Writing” i nominowane do Hennessey New Writing Award (czerwiec 2014)
- Travelling Light, opublikowane w „The Irish Times” (czerwiec 2016)